# أرمن غيليام
أرمن غيليام (بالإنجليزية: Armen Gilliam) مواليد 28 مايو 1964 في بنسيلفانيا - الوفاة 5 يوليو 2011، كان لاعب كرة سلة أمريكي بدأ مسيرته الاحترافية في سنة 1987. بلغ طوله 6 قدم 9 بوصة (2.1 م). اعتزل اللعب في 2006.

## الميداليات
| الميدالية | المسابقة                         |
| --------- | -------------------------------- |
| ذهبية     | بطولة كأس العالم لكرة السلة 1986 |

## روابط خارجية
- أرمن غيليام على موقع الاتحاد الدولي لكرة السلة (الإنجليزية)
- أرمن غيليام على موقع إن بي أي (الإنجليزية)
- أرمن غيليام على موقع سبورتس رفرنس (الإنجليزية)
- أرمن غيليام على موقع كرة السلة الأوروبية.كوم (الإنجليزية)
- أرمن غيليام على موقع كلية كرة السلة في سبورتس رفرنس.كوم (الإنجليزية)
- أرمن غيليام على موقع ريلجم (الإنجليزية)
- أرمن غيليام على موقع بروبوليرز (الإنجليزية)